# ريوس روزاس (محطة مترو أنفاق مدريد)
ريوس روزاس (بالإسبانية: Ríos Rosas)‏ هي محطة مترو أنفاق في مدريد في إسبانيا، تقع على الخط رقم 1.